# 南彩乃
南 彩乃（みなみ あやの、1994年8月27日 -  ）は、埼玉県出身、日本のジュニアアイドル。ビッグシュガーエンタテインメント所属。

## 人物
- 2009年2月14日に高岡未來、望月ゆな、安西かな、山口えりとともにガールズユニットchoice?を結成しリーダーとしてグループ活動も行っていたが、2010年3月28日にchoice?を卒業した。
- 2010年3月、所属事務所ルージュからゴールデンスタープロモーションへ移籍する[1]。
- 2010年12月、Clip-clopとしてユニット活動をすることを発表する。
- 2012年9月、clip-clopからの卒業を発表する。
- 2012年10月、星はるかに改名する。

## 作品
- 南彩乃 あやのdaぴょん （2007年1月26日、ぶんか社）
- ワルツの森 vol.05 （2007年4月24日、アートハウス・ゴン）
- めばえっこ vol.10 （2007年8月11日、ビーエムドットスリー）
- LOLITA[2]（2007年11月25日、グラフィス）共演：彩音ちか、高橋まみ、青木衣沙他[3]
- LOLITA 2[2]（2008年4月8日、グラフィス）…共演:森下真依、新実菜々子、小山杏梨、工藤綾夏他

## 出演

### ラジオ
- 南風（2012年10月7日-28日、FM-FUJI）